# Ngwatta
Ngwatta (ou Ngouata) est un village du Cameroun situé dans l'arrondissement de Santchou, le département de la Menoua et la Région de l'Ouest. 

## Population
Lors du recensement de 2005, Ngwatta comptait 896 habitants.

## Personnalités nées à Ngwatta
- Julienne Keutcha (1924), femme politique
- Vincent Efon (Ngwatta, 28 août 1927 - Yaoundé, 4 novembre 2003) est un Homme d'Etat camerounais.